# Ernst Plhak
Ernst Josef Plhak (* 7. Dezember 1888 in Pötzleinsdorf, jetzt Stadtteil von Wien; † 10. Juli 1942 in Berlin-Kreuzberg) war ein österreichischer Kameramann beim italienischen, US-amerikanischen und zuletzt deutschen Film.

## Leben und Wirken
Der Sohn des Gärtners Gottfried Plhak und seiner Frau Franziska, geb. Pischa, hatte nach dem vierjährigen Besuch eines Wiener Gymnasiums seine berufstheoretische Ausbildung an der Technischen Hochschule seiner Heimatstadt und bei Josef Maria Eder an der Graphischen Lehr- und Versuchsanstalt erhalten. Bereits zuvor war Plhak zur bis dahin kaum entwickelten Kinematographie gestoßen, als er 1903 bei der Wiener Dependance von Pathé Frères als Bürolehrling begann. 1905 wechselte er in die dortige Verkaufsabteilung. Zur Fortbildung nahm ihn Wiens Pathé-Filialleiter anschließend nach Paris, wo die Konkurrenzfirma Gaumont vorübergehend Plhaks neuer Arbeitgeber wurde. Von dort ging Ernst Plhak 1908 zur Clarendon Film Company nach London und im Jahr darauf zu zwei Filmgesellschaften nach Turin und Rom. In Turin, damals das Filmzentrum Italiens, will er an frühen Großproduktionen der Pasquali Film wie “Die Herrin des Nils”, “Fürstin Montecabelo” “Pompeji” beteiligt gewesen sein. 1911 traf Ernst Plhak erstmals in Berlin ein, wo er jedoch keine Beschäftigung fand, und reiste anschließend nach Chicago weiter, wo er bei der Selig Polyscope Company nach eigenen Angaben „viel Geld verdient“ haben will.
Der Ausbruch des Ersten Weltkriegs trieb Plhak wieder zurück nach Europa. Nach sechs Monaten Einsatz als Soldat traf Ernst Plhak erneut in Berlin ein, wo er nunmehr als eigenständiger Kameramann arbeiten durfte. Zu seinen ersten Arbeiten im Kaiserreich gehörten (vermutlich 1916) mehrere kurze Lustspiele mit Dorrit Weixler in der Hauptrolle. Ernst Plhak fotografierte anschließend eine Reihe von bisweilen sensationsträchtigen Stoffen, vor allem mehrteilige Dramen und Melodramen wie Die Memoiren des Satans, aber auch so unterschiedliche Literaturverfilmungen wie Die Marquise von O. (nach Heinrich von Kleist), König Nicolo (nach Frank Wedekind), Lederstrumpf (nach James Fenimore Cooper) und Schwarzwaldmädel (nach der gleichnamigen Operette von August Neidhart und Leon Jessel). Mit Marie Antoinette drehte Plhak gegen Ende seiner Karriere auch einen aufwendigen Kostüm- und Historienfilm aus der Hand Rudolf Meinerts. Dieser Streifen, den er unter der Anleitung des erfahrenen Aufnahmeoperateurs Max Faßbender fotografieren durfte, sollte Plhaks ambitionierteste Arbeit bleiben. In den Jahren der Hyperinflation (um 1923), als er keine Aufträge mehr als Kameramann erhielt, will Plhak nach eigenen Angaben „für viele amerikanische Firmen in Berlin gearbeitet“ haben.
Ernst Plhak war seit dem 1. Juli 1916 mit Lotte Thude verheiratet, einer ehemaligen Betriebsleiterin bei Alfred Duskes’ Filmproduktionsfirma Literaria Film.

## Filmografie
als Chefkameramann (Auswahl)
- 1916: Das rätselhafte Inserat[4]
- 1916: Nottebohms mißglückte Heirat[4]
- 1917: Die Memoiren des Satans, 1. Teil: Dr. Mors
- 1917: Die Memoiren des Satans, 2. Teil: Fanatiker des Lebens
- 1917: Der karierte Regenmantel
- 1917: Opfer der Leidenschaft
- 1918: Der Augenblick des Glücks
- 1918: Lola Montez
- 1918/19: Kain (4 Teile)
- 1919: Die Rose von Stambul
- 1919: Die Marquise von O.
- 1919: König Nicolo
- 1920: Lederstrumpf
- 1920: Schwarzwaldmädel
- 1921: Millionenschieber
- 1921: Lotte Hagedorn
- 1921: Ihr letzter Tanz
- 1922: Der einzige Zeuge
- 1922: Der große Dieb
- 1922: Marie Antoinette
- 1923: Nachtstürme